# 圣利法尔
圣利法尔（法語：Saint-Lyphard，法語發音：[sɛ̃ lifaʁ] ⓘ）是法国大西洋卢瓦尔省的一个市镇，位于该省西部偏北，属于圣纳泽尔区。

## 地理
圣利法尔（47°23'52"N, 2°18'28"W）面积24.63 平方千米，位于法国卢瓦尔河地区大区大西洋卢瓦尔省，该省份为法国西北部沿海省份，位于布列塔尼半岛东南部，北起伊勒-维莱讷省，西北接莫尔比昂省，西临大西洋，南至旺代省，东临曼恩-卢瓦尔省。
与圣利法尔接壤的市镇（或旧市镇、城区）包括：盖朗德、埃比尼亚克、圣安德烈德索、圣若阿基姆。
圣利法尔的时区为UTC+01:00、UTC+02:00（夏令时）。

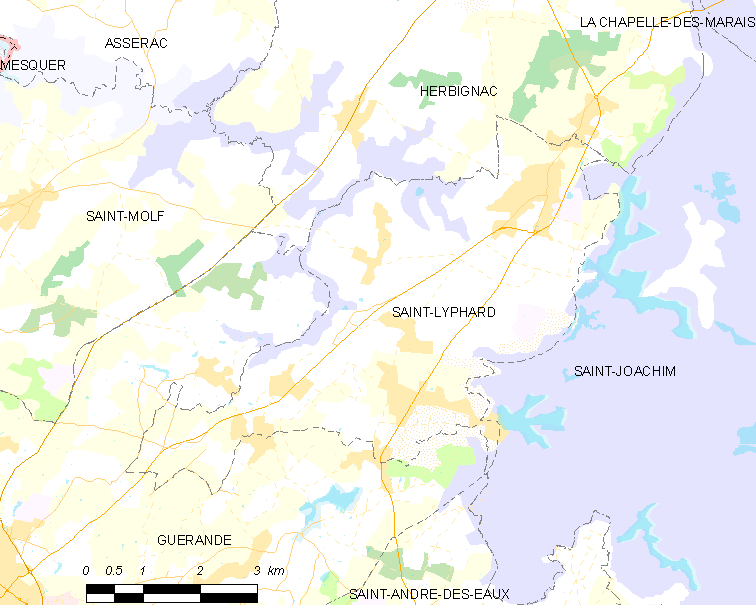
圣利法尔的OSM定位图

## 行政
圣利法尔的邮政编码为44410，INSEE市镇编码为44175。

## 政治
圣利法尔所属的省级选区为盖朗德县。

## 交通
大西洋卢瓦尔省省道D47线、D51线、D52线和D83线在市中心交汇，D48线经过境内南部。

## 人口

1962-2008年间圣利法尔人口变化图示

圣利法尔于2022年1月1日时的人口数量为5246人。